# Husajn asz-Szahristani
Husajn Ibrahim Salah asz-Szahristani (ar.حسين الشهرستاني; ur. 1942 w Karbali) – iracki polityk, w latach 2005-2010 wicepremier Iraku, inżynier-chemik.

## Życiorys
Jest szyitą, a jego rodzina ma perskie korzenie. Ukończył studia licencjackie w zakresie inżynierii chemicznej w Imperial College w Londynie (1965) oraz studia magisterskie na tym samym kierunku na Uniwersytecie w Toronto (1967). W 1970 obronił na tej samej uczelni doktorat w dziedzinie inżynierii chemicznej. Po powrocie do Iraku był wykładowcą Uniwersytetu w Mosulu (1973), następnie profesorem Uniwersytetu Bagdadzkiego (od 1974). Od 1975 pracował w Irackiej Komisji Energii Atomowej, najpierw jako kierownik wydziału produkcji radioizotopów (1975-1977), a następnie jako kierownik wydziału chemii jądrowej (1977-1979). 
W 1979 został uwięziony w więzieniu Abu Ghurajb za odmowę wzięcia udziału w budowie broni atomowej dla Iraku. Był poddawany torturom. Był więziony do 1991, gdy zdołał zbiec podczas nalotu na Bagdad podczas I wojny w Zatoce Perskiej. Uciekł wówczas do Iranu i wrócił do kraju po obaleniu rządów Saddama Husajna wskutek interwencji Stanów Zjednoczonych. W 2003 stanął na czele Irackiej Akademii Nauk. Działał w organizacjach zrzeszających byłych irackich więźniów politycznych. Od 2004 wrócił również do pracy na Uniwersytecie Bagdadzkim. W latach 2002–2004 był profesorem wizytującym na Surrey University. 

### Kariera polityczna
W 2004 był rozważany jako kandydat na premiera Iraku, oznajmił jednak, że nie chce angażować się w politykę partyjną, woli działać na rzecz ludzi i ich podstawowych potrzeb. W 2005 został pierwszym zastępcą przewodniczącego irackiego Zgromadzenia Narodowego. W roku następnym odniósł sukces w wyborach parlamentarnych i uzyskał mandat deputowanego irackiego parlamentu. Od 2006 do 2010 był ministrem ds. ropy naftowej w rządzie Nuriego al-Malikiego. W latach 2010–2015 był wicepremierem Iraku i ministrem energetyki w drugim rządzie al-Malikiego. W 2015 został ministrem szkolnictwa wyższego w rządzie Hajdara al-Abadiego.  
Jest autorem autobiografii zatytułowanej "Al-Hurub illa al-Hurrijja", wydanej pierwszy raz w 2000 w Teheranie. Jest żonaty, jego żona pochodzi z Kanady.